# Wyspiański-Museum Krakau

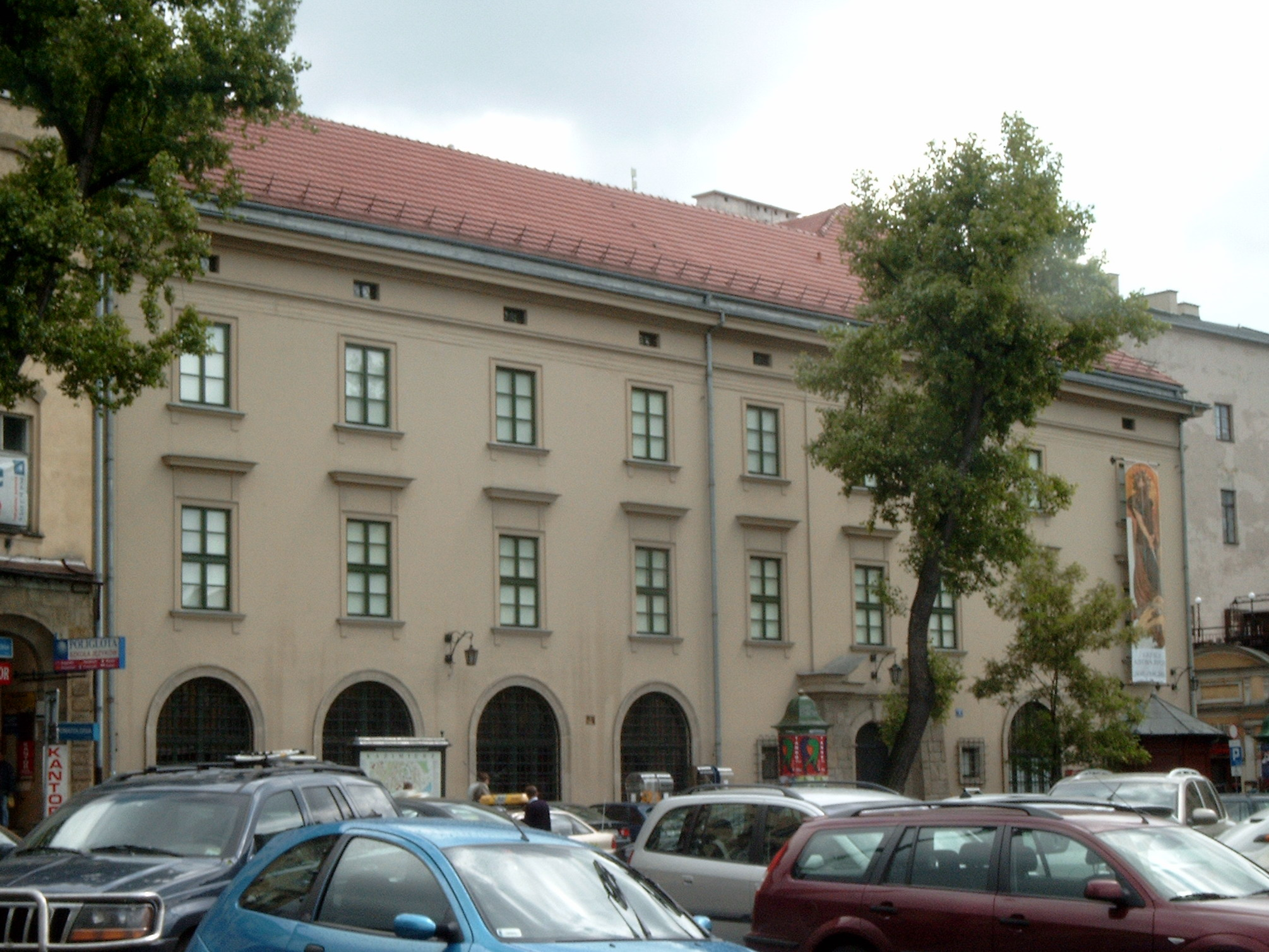
Das ehemalige Museumsgebäude

Das Stanisław-Wyspiański-Museum Krakau wurde am 28. November 1983 im Wohnhaus Kanonicza-Straße 9 als Zweigstelle des Krakauer Nationalmuseums eröffnet. An derselben Straße wohnte der Künstler Stanisław Wyspiański elf Jahre lang. Schon im Jahre 2002 musste das Museum wegen der Eigentumsansprüche des Krakauer Bistums geschlossen werden. In den Jahren 2004–2012 hatte das Museum seinen Sitz im Szołayski-Haus am Szczepański-Platz.
Die Sammlungen des Wyspiański-Museums umfassten u. a. die nicht ausgeführten Entwürfe für Glasfenster für die Krakauer Wawel-Kathedrale, die der Künstler dem Nationalmuseum noch 1901 übergeben hat. 1920 kamen Wyspiańskis Werke aus der Sammlung des Kunstliebhabers Felix „Manggha“-Jasieński hinzu.
Die Sammlung galt als die umfangreichste in Polen. Neben den Bildern (hauptsächlich Pastellmalerei) werden Entwürfe für die Glasfenster der Krakauer Franziskanerkirche und des Ärztehauses, Bühnenbilder, Möbel (u. a. für Tadeusz Boy-Żeleński entworfen) sowie Lichtbilder und Kleinigkeiten aus der Familiensammlung gezeigt.